# Бекбосынов, Алмас
Алмас Бекбосынов (24 февраля 1924, Алма-Ата — 10 августа 1974, там же) — советский казахский артист балета, заслуженный артист Казахской ССР (1947).

## Биография
Яркий представитель первого поколения артистов казахского балета, пришедший на сцену из самодеятельности.
В 1940—1959 годах один из ведущих солистов Театра оперы и балета имени Абая.
Танцовщик широких жанровых возможностей выступал как в классическом, так и в национальном репертуаре. Среди ролей: Айдар («Весна» И. Н. Надирова), Камбар («Камбар и Назым» В. В. Великанова), Санчо Панса («Дон Кихот» Л. Ф. Минкуса) и другие. Исполнял танцевальные номера в операх «Кыз Жибек», «Жалбыр», «Абай», «Биржан и Сара».
В составе группы артистов балета гастролировал в 1959 году в США.
Награждён орденом «Знак Почета» (03.01.1959).